# Gebirgsschützenbataillon 6
Das Zürcher Gebirgsschützenbataillon 6 (Geb S Bat 6, ugs. «Schützensächsi» oder «Schällensächsi») wurde 1874 gegründet, ist seit 1926 den Gebirgstruppen, ab 1962 der Gebirgsdivision 12, ab 2003 der Gebirgsinfanteriebrigade 12 und seit 2017 der Territorialdivision 4 unterstellt. Es wird mit Milizsoldaten gebildet.

## Vorgeschichte

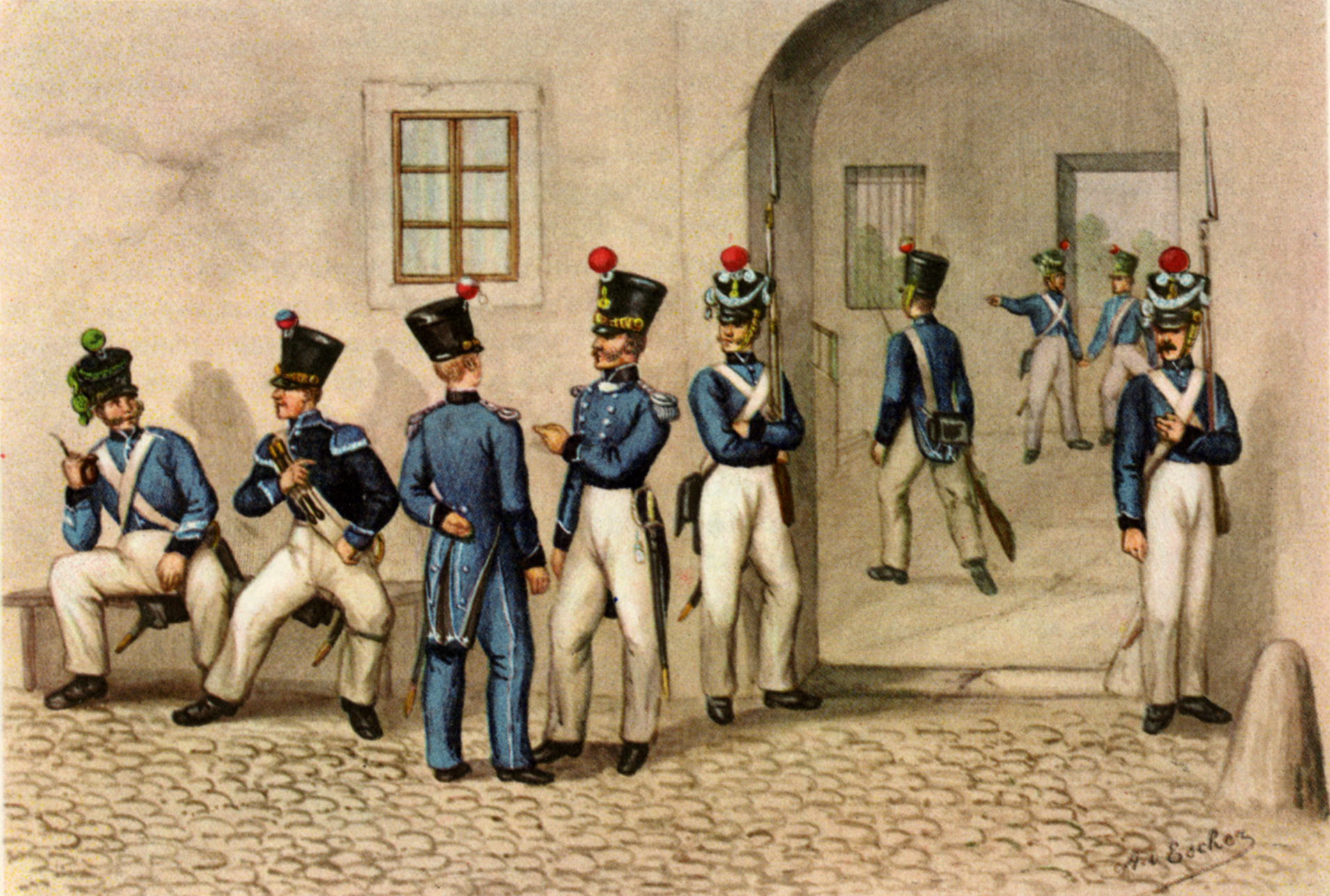
Zürcher Infanterie 1830

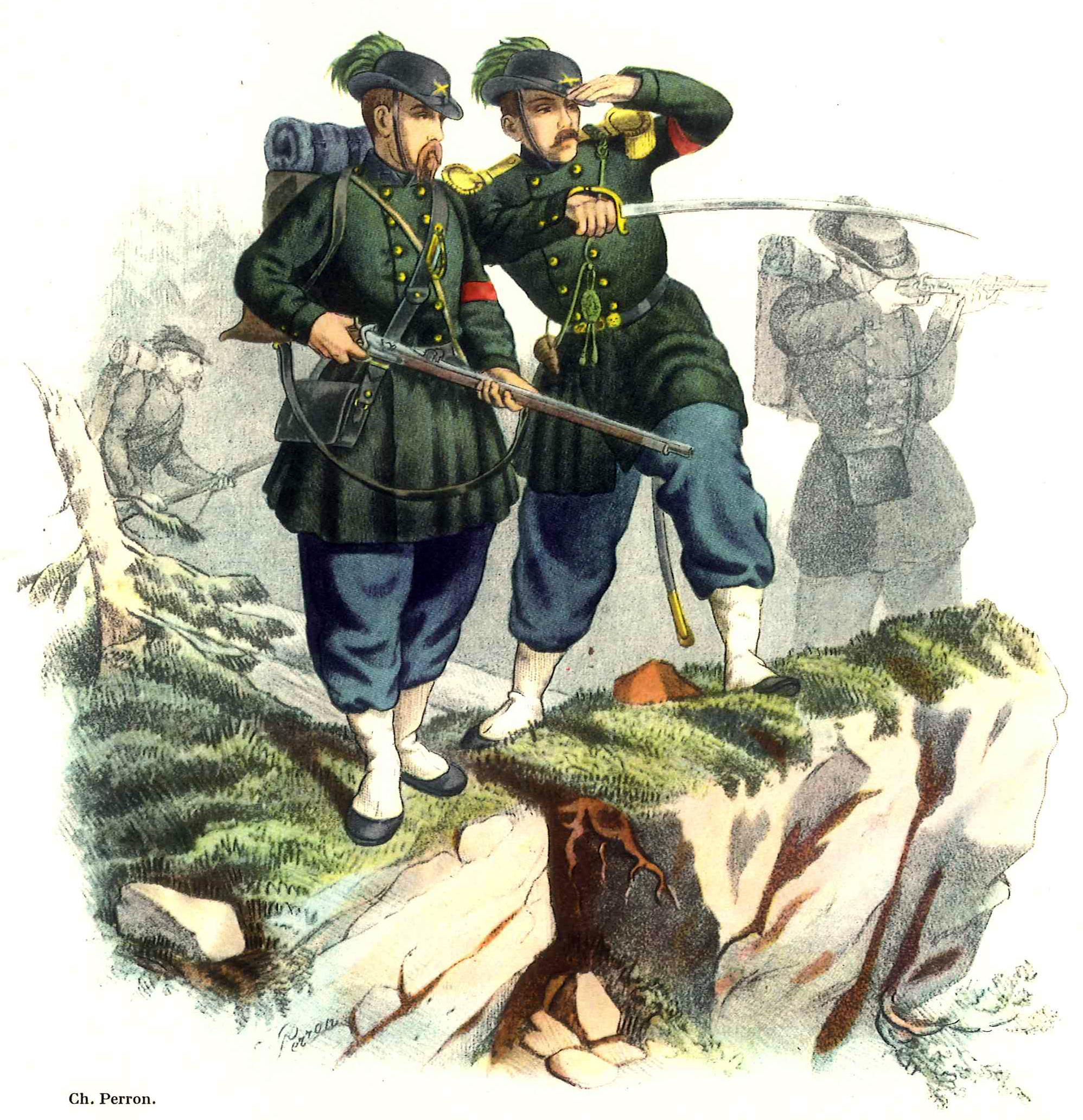
Scharfschützen der Schweizer Armee 1862

Die schweizerischen Scharfschützen schlossen sich ursprünglich selbstgewählten Verbänden an und zogen mit ihrer eigenen Präzisionsschusswaffe in den Krieg. Sie waren in Schützengesellschaften organisiert, die die Schiesskunst bereits im 14. Jahrhundert pflegten. Mit dem Eidgenössischen Schirmwerk von 1702 wurden die ersten Scharfschützenkompanien gebildet. Sie waren mit einem gezogenen 17/18 mm Stutzer Kaliber ausgerüstet, der ein präzises Schiessen auf 300 Meter ermöglichte.
1770 begann Salomon Landolt, der die französische Militärschule in Metz besucht hatte, die schwere Positionsinfanterie in bewegliche Scharfschützenkompanien (Jäger) umzubilden. Er wurde damit zum Gründer der „Zürcher Scharfschützencorps“.
1851 führte der neu gegründete Schweizer Bundesstaat als erster Staat Europas das kleinkalibrige Gewehr mit Kaliber 10,5 mm für die Scharfschützen in der Armee ein. Gleichzeitig wurden die verschiedenfarbigen kantonalen Uniformen zugunsten des Feldgraus vereinheitlicht, die Schützen waren nur noch auf Kragen und Patten gekennzeichnet.
Mit dem Bundesbeschluss von 1870 wurden die Scharfschützenbataillone geschaffen. Die vier Zürcher Kompanien wurden bei der Grenzbesetzung 1870/71 an der Schweizer Grenze bei Basel erstmals eingesetzt.

## Militärorganisation 1874

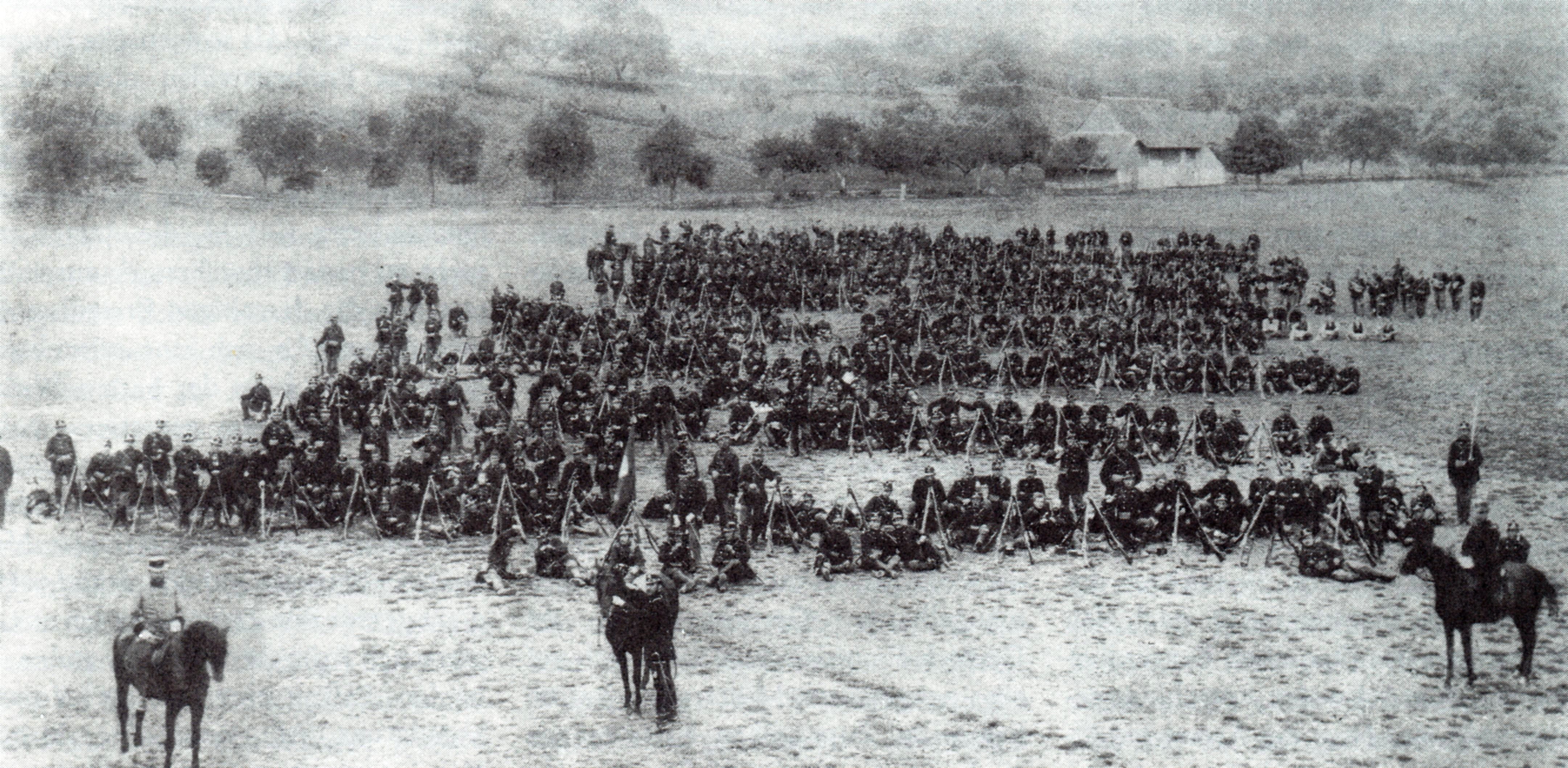
Schützenbataillon 6, Wiederholungskurs 1884 in Zürich

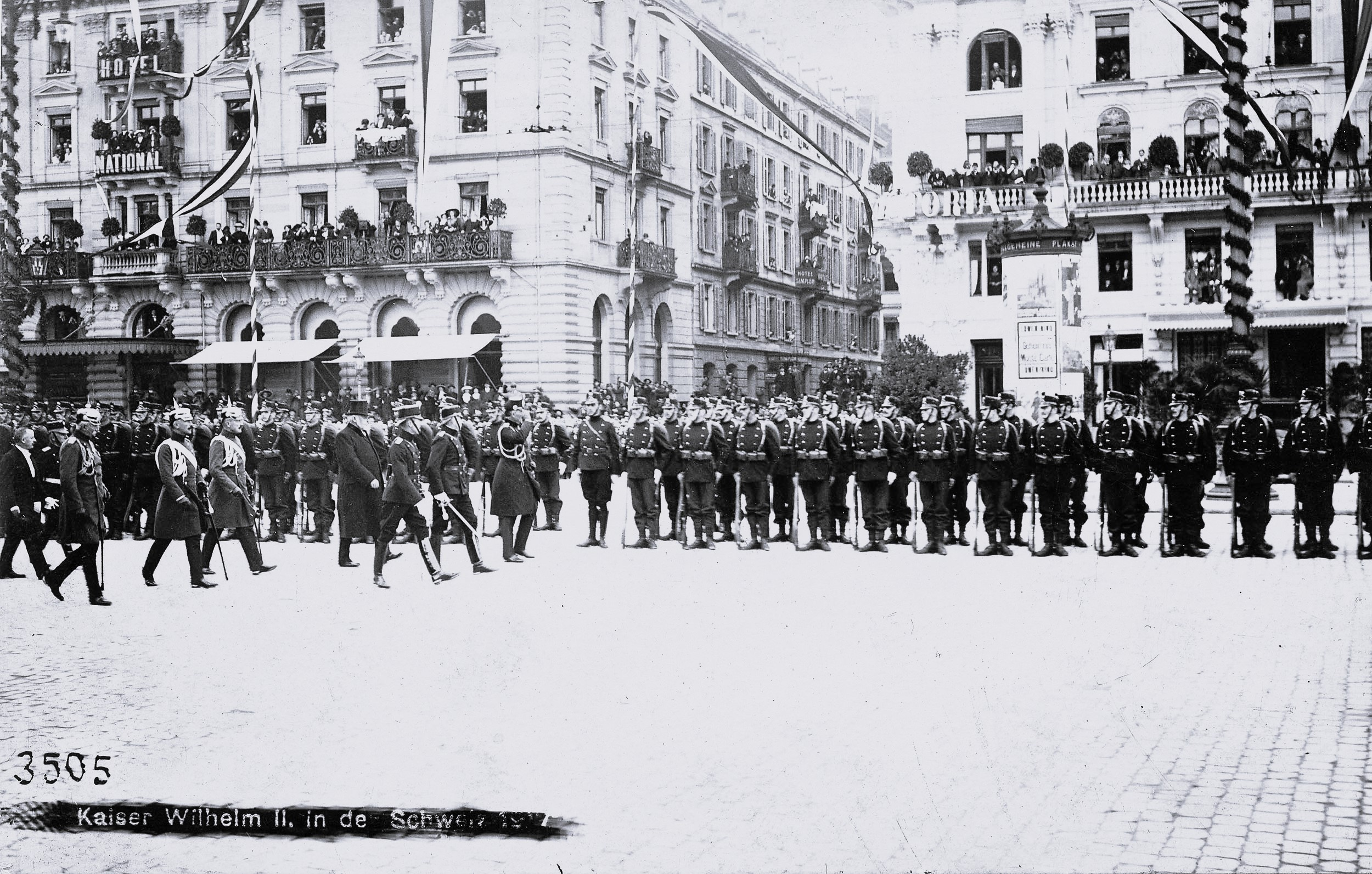
Kaisermanöver 1912, Empfang 3. September 1912 in Zürich

Mit der neuen Militärorganisation von 1874 wurden die Scharfschützen zu Schützen umbenannt und waren keine Waffengattung mehr. Das Zürcher Schützenbataillon 6 erhielt seine Nummer und wurde direkt dem Divisionskommando und 1907 dem Regimentsverband unterstellt.
1912 wurden die Milizsoldaten einer Kompanie des Schützenbataillons 6 als Ehrenkompanie beim Manöverbesuch des deutschen Kaisers (Kaisermanöver) des 3. Armeekorps aufgestellt. Im Ersten Weltkrieg wurde das «Schützensächsi», das jetzt allgemein «Kaiserbataillon» hiess, wie alle Einheiten der Schweizer Armee bei der Grenzbesetzung eingesetzt.
Mit der Truppenordnung 1925 (TO 25) wurden die Gebirgstruppen gestärkt. Das Schützenbataillon 6 wurde 1926 den Gebirgstruppen zugeteilt und dem neu gebildeten Zürcher Gebirgsinfanterieregiment 37 unterstellt. Jedes Gebirgsinfanteriebataillon bestand nun aus drei Gebirgsinfanteriekompanien und einer Gebirgsmitrailleurkompanie, gleichzeitig wurde das leichte Maschinengewehr Lmg 25 eingeführt.

## Zweiter Weltkrieg
Im Zweiten Weltkrieg wurde das Bataillon in der ersten Armeestellung der Limmatstellung eingesetzt. Als Teil des Zürcher Gebirgsinfanterieregiments 37 hatte es im rechten Abschnitt der 8. Division die Übergänge vom Limmattal ins Reusstal zwischen Baden und Oberrohrdorf zu sperren.
Am 15. Juni 1940 marschierte das Bataillon nach Birrhard zur Verteidigung des Flugplatzes Birrfeld. Der Nachrichtendienst war informiert worden, dass am 16. Juni deutsche Sabotageakte auf Flugplätze geplant waren, als deutsche Reaktion auf den erfolgreichen Abwehrkampf der Schweizer Luftwaffe gegen eindringende deutsche Flieger in der Ajoie.
Am 3. Juli 1940 – 22 Tage vor dem Rütlirapport – begann der etappenweise Rückzug als Teil der 8. Division und des 2. Armeekorps mit Märschen ins Reduit ab Luzern über Buochs, Giswil, Lungern und Sörenberg. Am 10. September traf das Bataillon in seinem Reduitraum in Schangnau im Emmental ein, wo es mit Unterbrüchen bis im Oktober 1944 verblieb.
Nach dem Zweiten Weltkrieg wurde der Zielfernrohrkarabiner Modell 1955 eingeführt.

## Auftrag und Einsatzraum im Rahmen der Armee 61
Mit der Armee 61 wurde das Bataillon als Teil des Gebirgsinfanterieregimentes 37 der neu geschaffenen Gebirgsdivision 12 des Gebirgsarmeekorps 3 zugeteilt.

Autobahnnetz der Schweiz mit A13

Die Gebirgsdivision 12 hatte die Ostflanke des Gotthards zu sperren, den Anschluss an die Festungsbrigade 13 (Fest Br 13) zu halten, die Nationalstrasse N13 (A13) (San-Bernardino-Achse) zu schützen und sich als Reserve für eine Felddivision bereitzuhalten.
Der Einsatzraum der verstärkten Division erstreckte sich ab der Landesgrenze 120 km in der Ost-West-Achse und 70 km in der Nord-Süd-Achse und deckte einen Grossteil des Kantons Graubünden ab.
Als erster militärischer Verband wurde das Zürcher Gebirgsinfanterieregiment 37 der Gebirgsdivision 12 aufgrund eines Bundesratsbeschlusses im Oktober 1998 mit einem subsidiären Sicherungseinsatz betraut: Im Februar 1999 absolvierte es diesen mit Botschaftsbewachungen in Genf.
Mit der Armee XXI wurde die Gebirgsdivision 12 2003 aufgelöst und das Gebirgsschützenbataillon 6 in die Gebirgsinfanteriebrigade 12 (Geb Inf Br 12) überführt.

## Das Gebirgsschützenbataillon 6 heute
Das Gebirgsschützenbataillon 6 ist heute eines der Kampfbataillone der Schweizer Armee. Es ist direkt über das Kommando Operationen, der Territorialdivision 4 unterstellt. Das Bataillon verfügt nebst Infanteriemitteln auch Minenwerfer und Scharfschützen. 2023 machte das Gebirgsschützenbataillon 6 internationale Schlagzeilen, weil es das erste muslimische Feldgebet in der Geschichte der Schweizer Armee durchgeführt hatte. Geleitet wurde das Feldgebet vom ersten Imam der Schweizer Armee, Hauptmann Muris Begovic.
Im Gebirgsschützenbataillon 6 werden immer wieder neue Trends für Social Media Content gesetzt. So beleuchtete eine TV-Dokumentation vom Schweizer Fernsehen (SRF) im Jahr 2024 die Hintergründe der Arbeit der Presse- & Informationsoffiziere des Bataillons. Ein Video über den Wachdienst der Soldaten erreichte auf dem offiziellen TikTok-Kanal der Schweizer Armee erstmals über zwei Millionen Views. Das Bataillon war eines der ersten, die bewusst auf der chinesischen Social-Media-Plattform Hintergründe über ihr Bataillon gezeigt hat.
Das Bataillon leistet hauptsächlich in der Ostschweiz Militärdienst. Bevorzugt werden Gebiete mit Gebirge. Regelmässig leitet das Gebirgsschützenbataillon 6 auch in Regionen wie im Sarganserland oder im Toggenburg im Dienst.

Das erste muslimische Feldgebet der Schweizer Armee

## Gliederung Gebirgsschützenbataillon 6 heute
- Stabskompanie 6
- Gebirgsschützenkompanien 6/1, 6/2, 6/3
- Gebirgsschützenunterstützungskompanie 6/4[11].

## Unterstellungen
- 1875–1907	6. Armeedivision
- 1907–1925	5. Division, Inf Rgt 25
- 1926–1927	14. Inf Brigade, Geb Inf Rgt 37
- 1928–1937	15. Inf Brigade, Geb Inf Rgt 37
- 1938–1951	8. Division, Geb Inf Rgt 37
- 1952–1960	9. Division, Geb Inf Rgt 37
- 1961–1994	Geb Div 12, Geb Inf Rgt 37
- 1995–2003	Geb AK 3, Geb Inf Rgt 37
- 2004–2017	Geb Inf Br 12
- seit 2017 Territorialdivision 4

## Kommandanten des Gebirgsschützenbataillon 6
| 1870–1873   | Theophil Zürrer, Hausen            |
| 1874–1879   | Hermann Nabholz, Zürich            |
| 1880        | vakant                             |
| 1881–1887   | Conrad Ernst, Pfungen              |
| 1888–1891   | Ernst Keyser, Zürich               |
| 1892        | vakant                             |
| 1893–1895   | Domenico Corti, Winterthur         |
| 1896–1897   | Hermann Steinbuch, Zürich          |
| 1898–1902   | Julius Meyer, Winterthur           |
| 1903–1905   | Konrad Jucker, St. Gallen          |
| 1906        | vakant                             |
| 1907–1910   | Fritz Peter, Weiningen             |
| 1911–1913   | Ulrich Wille, Feldmeilen           |
| 1914–1916   | Karl Staub, Zürich                 |
| 1917–1919   | Walter Keyser, Zürich              |
| 1920–1924   | Heinrich Wolfer, Winterthur        |
| 1925–1928   | Otto Streicher                     |
| 1929–1932   | Rudolf Bosshart, Zürich            |
| 1933–1937   | Franz Keller, Pfungen              |
| 1939–1940   | Kurt Wierss, Zürich                |
| 1940        | Karl Streit                        |
| 1941        | Ernst Uhlmann                      |
| 1942–1944   | Walter Huber, Bern                 |
| 1945–1951   | Ernst Isler, Erlenbach             |
| 1952–1957   | Maximilian Steiner, Pfungen/Zürich |
| 1958–1960   | Rudolf Farner, Stäfa               |
| 1961–1964   | Dietrich Zoelly, Kilchberg         |
| 1965–1968   | Urs Freudiger, Winterthur          |
| 1969–1972   | William Wirth, Zürich              |
| 1973–1976   | Hans Wyss, Zürich                  |
| 1977–1980   | Marco Lorez, Meilen                |
| 1981–1984   | Rolf Wicki, Obersdorf              |
| 1985–1989   | Ernst Ensslin, Stein am Rhein      |
| 1990–1994   | Christian Hagmann, Hettlingen      |
| 1995–1998   | Christian Haltner                  |
| 1999–2003   | Beat Spörri, Bubikon               |
| 2004–2006   | Thomas Keller, Berg am Irchel      |
| 2007–2009   | Joel Gieringer, Herrliberg         |
| 2010–2013   | Vital Schreiber, Zürich            |
| 2014 – 2017 | Christian Steiner                  |
| 2017–2019   | David Thalmann                     |
| 2019–2023   | Simon Hofmann                      |